# 2010年アジアパラ競技大会
2010年アジアパラ競技大会（First Asian Para Games）は中華人民共和国・広州で2010年12月12日から19日にかけて開催された第1回アジアパラ競技大会。2006年にクアラルンプールで行われた最後のフェスピックを引き継ぎ、アジアパラリンピック委員会(APC)と広州アジアパラ競技大会組織委員会が主催、アジア地区41の国と地域が参加して開催された障害者のための総合スポーツ競技大会である。25,000人以上のボランティアがサービスを提供し、広州市民にはチケットが配布され、各競技場は平均して収容率90パーセント以上の観客で満たされた。

## 参加国・地域
| - アフガニスタン（2） - ブルネイ（13） - バングラデシュ（11） - ブルネイ（10） - カンボジア（6） - 中国（464） - 香港（110） - インド（101） - インドネシア（20） - イラン（162） - イラク（80） - 日本（225） - ヨルダン（23） - カザフスタン（63） - 韓国（203） - クウェート（36） - キルギス（1） - ラオス（10） - レバノン（8） - マカオ（14） - マレーシア（115） | - モンゴル（37） - ミャンマー（17） - ネパール（7） - オマーン（6） - パレスチナ（13） - パキスタン（35） - フィリピン（35） - カタール（12） - サウジアラビア（19） - シンガポール（25） - スリランカ（79） - シリア（10） - チャイニーズタイペイ（76） - タジキスタン（5） - タイ（202） - 東ティモール（12） - トルクメニスタン（9） - アラブ首長国連邦（47） - ウズベキスタン（27） - ベトナム（55） |

## 実施競技
- アーチェリー (9)
- 陸上競技 (120)
- バドミントン (13)
- ボッチャ (4)
- ボウリング (10)
- 自転車 (12)
- ブラインドサッカー (1)
- 7人制サッカー (1)
- ゴールボール (2)
- 柔道 (12)
- パワーリフティング (20)
- ボート (4)
- 射撃 (12)
- 水泳 (81)
- 卓球 (20)
- シッティングバレーボール (2)
- 車いすバスケットボール (2)
- 車いすフェンシング (12)
- 車いすテニス (4)

## 国別メダル獲得数
| 順    | 国・地域             | 金  | 銀  | 銅  | 計   |
| ----- | -------------------- | --- | --- | --- | ---- |
| 1     | 中国                 | 185 | 118 | 88  | 391  |
| 2     | 日本                 | 32  | 39  | 32  | 103  |
| 3     | 韓国                 | 27  | 43  | 33  | 103  |
| 4     | イラン               | 27  | 24  | 29  | 80   |
| 5     | タイ                 | 20  | 34  | 39  | 93   |
| 6     | マレーシア           | 9   | 13  | 23  | 45   |
| 7     | イラク               | 9   | 5   | 6   | 20   |
| 8     | チャイニーズタイペイ | 8   | 7   | 11  | 26   |
| 9     | 香港                 | 5   | 9   | 14  | 28   |
| 10    | アラブ首長国連邦     | 4   | 6   | 1   | 11   |
| 11    | ベトナム             | 3   | 4   | 10  | 17   |
| 12    | ヨルダン             | 3   | 0   | 2   | 5    |
| 13    | パキスタン           | 2   | 1   | 1   | 4    |
| 14    | インドネシア         | 1   | 5   | 5   | 11   |
| 15    | インド               | 1   | 4   | 9   | 14   |
| 16    | サウジアラビア       | 1   | 4   | 1   | 6    |
| 17    | スリランカ           | 1   | 2   | 6   | 9    |
| 18    | ウズベキスタン       | 1   | 2   | 3   | 6    |
| 19    | ブルネイ             | 1   | 2   | 0   | 3    |
| 20    | パレスチナ           | 1   | 0   | 1   | 2    |
| 21    | フィリピン           | 0   | 4   | 3   | 7    |
| 21    | シリア               | 0   | 4   | 3   | 7    |
| 23    | カザフスタン         | 0   | 2   | 5   | 7    |
| 24    | モンゴル             | 0   | 2   | 3   | 5    |
| 25    | ブルネイ             | 0   | 2   | 2   | 4    |
| 26    | クウェート           | 0   | 1   | 2   | 3    |
| 27    | レバノン             | 0   | 1   | 1   | 2    |
| 28    | シンガポール         | 0   | 0   | 4   | 4    |
| 29    | トルクメニスタン     | 0   | 0   | 2   | 2    |
| 30    | ミャンマー           | 0   | 0   | 1   | 1    |
| 30    | カタール             | 0   | 0   | 1   | 1    |
| Total | Total                | 341 | 338 | 341 | 1020 |